# 伊珀尔区
伊珀尔区（荷蘭語：Arrondissement Ieper）是比利時弗拉芒大區西佛兰德省的一個区。該區轄有8個市鎮，面積549.62平方公里，2020年1月1日人口為106537人。

## 市鎮
伊珀尔区下轄以下市鎮：
- 赫弗兰（Heuvelland）
- 伊珀尔（Ieper）
- 朗厄马克-普尔卡佩勒（Langemark-Poelkapelle）
- 梅森（Mesen）
- 波珀灵厄（Poperinge）
- 弗莱特伦（Vleteren）
- 韦尔菲克（Wervik）
- 宗讷贝克（Zonnebeke）